# Bloody Code
Bloody Code är en sentida term som används för att beskriva straffrättssystemet i England mellan åren 1688 och 1815. Orsaken till termen Bloody Code kommer av att antalet brott som innebar dödsstraff ökade markant under nämnda tidsperiod.
År 1688 fanns det i lagboken föreskrivet 50 lagöverträdelser som bestraffades med döden. Fram till och med 1776 hade antalet brott som pliktade med dödsstraffet fyrdubblats, för att i slutet av århundradet vara 220 stycken till antalet. De flesta lagar som stiftades under perioden fokuserade på skyddet av egendom, vilket har tolkats som en form av de rikas klassförtryck av de fattiga.